# Баламандський монастир
34°22′06″ пн. ш. 35°46′46″ сх. д. / 34.3683° пн. ш. 35.7794° сх. д.

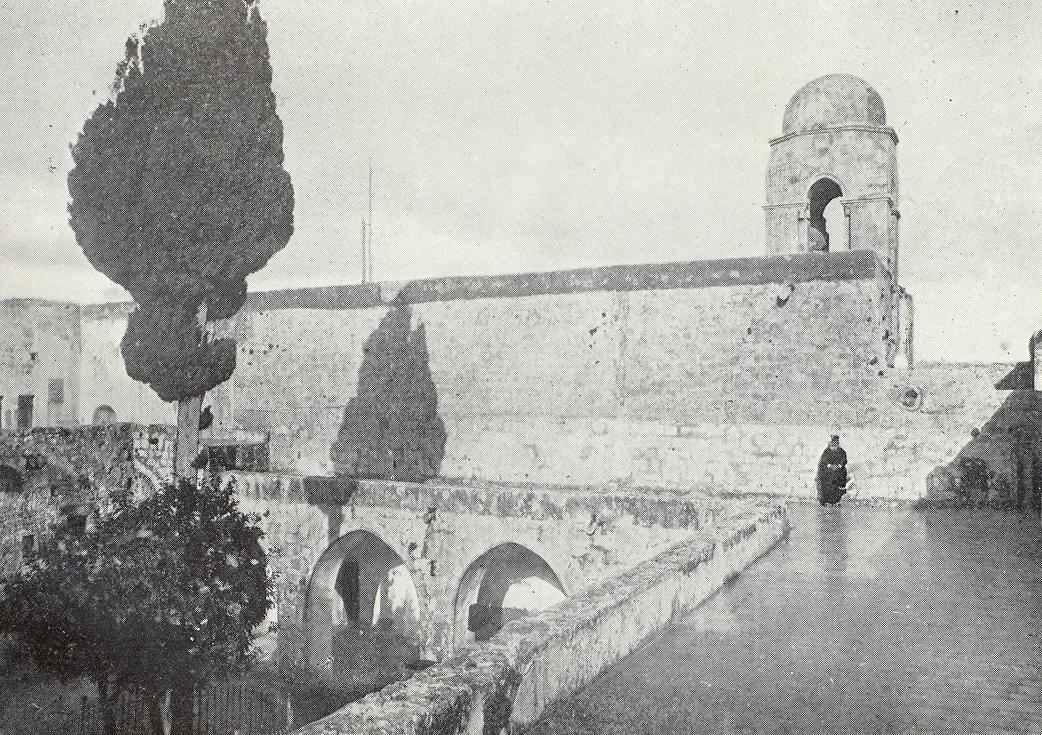
Баламандський монастир в 1921 році.

Балама́ндський монастир, або просто Балама́нд — православний ставропігіальний чоловічий монастир Антіохійської православної церкви за 10 км на південний-схід від Триполі в Лівані. Освячений на честь Успіння Богородиці. Великий центр релігійної думки і православного богословя, в XX столітті обраний місцем здійснення діалогу між православними і католиками. В 1993 році тут було підписано Баламандську угоду.
Спочатку на цьому місці за часів Хрестових походів, в 1157 році, був заснований цистерціанський монастир, який був зруйнований мусульманами не пізніше 1291 року, після чого він руїною пролежав близько трьох століть. Монастир був відроджений у 1603 році як православний монастир і до середини XVII століття стає одним із найзначніших в Антіохійській православній церкві.

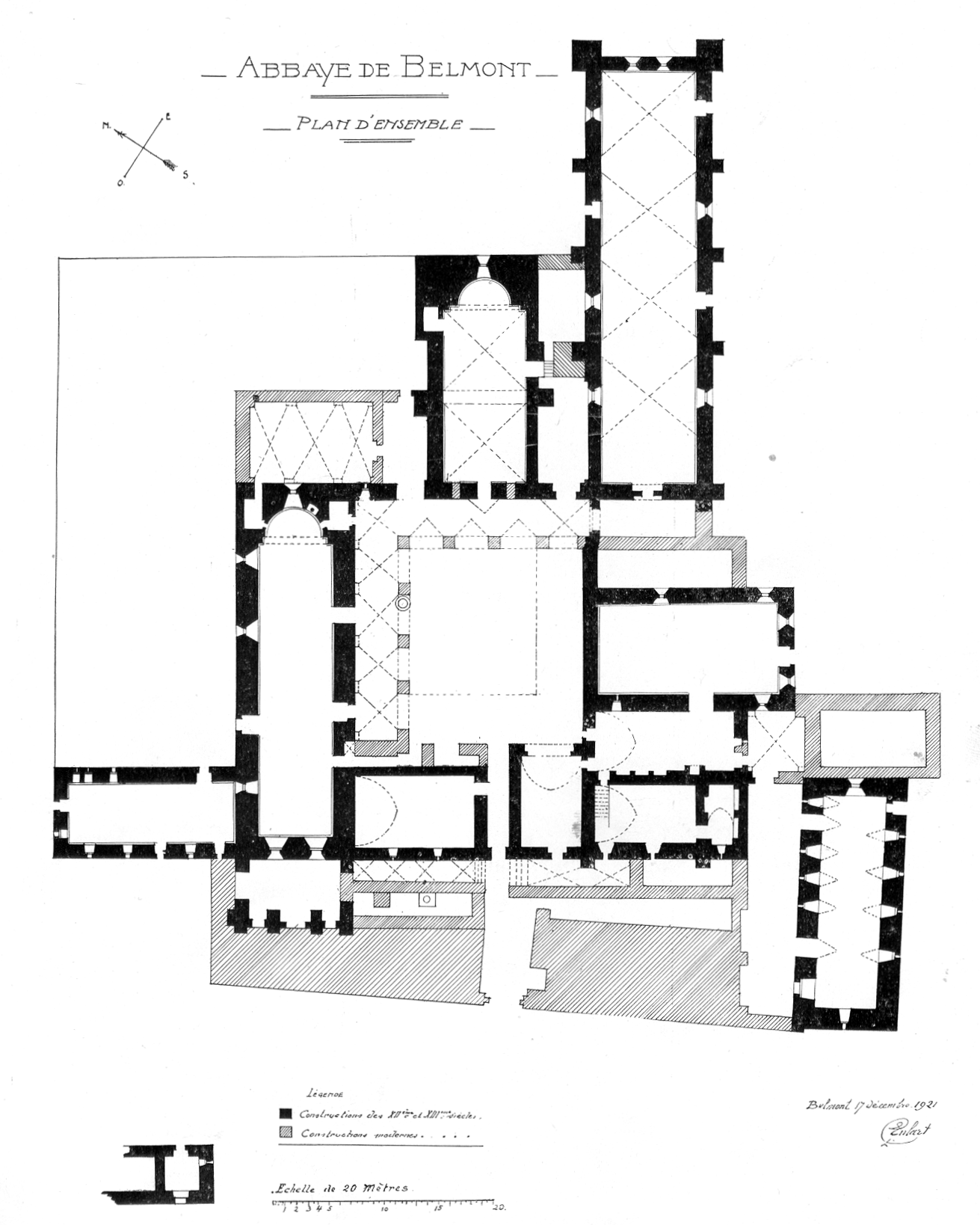
План Баламандського монастиря (1921)

В 1900 році тут була відкрита перша в Антіохійському патріархаті православна духовна семінарія. В 1988 році при монастирі відкрився Баламандський університет, в якому навчаються близько 1,5 тис. студентів.